# Debark'
Debark' är en ort i Etiopien.   Den ligger i regionen Amhara, i den norra delen av landet, 500 km norr om huvudstaden Addis Abeba. Debark' ligger 2 854 meter över havet och antalet invånare är 24 700.
Terrängen runt Debark' är varierad. Runt Debark' är det ganska tätbefolkat, med 104 invånare per kvadratkilometer. Det finns inga andra samhällen i närheten. Omgivningarna runt Debark' är en mosaik av jordbruksmark och naturlig växtlighet.